# Lincent
Lincent (tiếng Hà Lan: Lijsem) là một đô thị của Bỉ. Đô thị này nằm trong vùng Wallonie và tỉnh Liege. Tại thời điểm ngày 1 tháng 1 năm 2006, Lincent có tổng dân số 2.998 người. Tổng diện tích là 14,75 km² với mật độ dân số 203 người trên mỗi km².